# Protaetia goudoti
Protaetia goudoti är en skalbaggsart som beskrevs av Hermann Burmeister 1842. Protaetia goudoti ingår i släktet Protaetia och familjen Cetoniidae. Inga underarter finns listade i Catalogue of Life.